# Scotichronicon
Scotichronicon er en krønike eller legendeberetning fra 1400-tallet, som er forfattet af den skotske historiker Walter Bower. Det er en fortsættelse på historiker-præsten John of Forduns tidligere værk Chronica Gentis Scotorum, der begynder med grundlæggelsen af Irland og herefter Skotland af Scota med Goídel Glas. Dronning Scotas navn betyder "blomstre" på irsk og skotsk. Scotti var tidligere et synonym for irsk, der indikerede, at de (irerne og skotterne) var "folk fra blomster" eller efterkommere fra dronning Scota.